# Маком (Оклахома)
Маком (енгл. Macomb) град је у америчкој савезној држави Оклахома.

## Демографија
По попису из 2010. године број становника је 32, што је 29 (-47,5%) становника мање него 2000. године.
| Група             | 2000.      | 2010.      |
| Белци             | 52 (85,2%) | 29 (90,6%) |
| Афроамериканци    | 1 (1,6%)   | 0 (0,0%)   |
| Азијати           | 0 (0,0%)   | 0 (0,0%)   |
| Хиспаноамериканци | 6 (9,8%)   | 2 (6,3%)   |
| Укупно            | 61         | 32         |